# Кардинал-довбоніс чорноголовий
Кардинал-довбоніс чорноголовий (Pheucticus melanocephalus) — вид горобцеподібних птахів родини кардиналових (Cardinalidae).

## Поширення
Вид поширений у Мексиці, на заході США та на південному заході Канади. Віддає перевагу листяним і змішаним лісам з високими деревами і густими чагарниками; він також мешкає в галерейному лісі і на приміських ділянках.